# I Classici del Giallo Mondadori dall'1 al 100

## Dal n.1 al n.100
| N.  | Titolo italiano                       | Autore                                | Titolo originale                        | Anno originale | Pubblicazione |
| --- | ------------------------------------- | ------------------------------------- | --------------------------------------- | -------------- | ------------- |
| 1   | Perry Mason e il pugno nell'occhio    | Erle Stanley Gardner                  | The Case of the Black-Eyed Blonde       | 1944           | 1967          |
| 2   | L'alibi nero                          | Cornell Woolrich                      | Black Alibi                             | 1942           | 1967          |
| 3   | La guardia al toro                    | Rex Stout                             | Some Buried Caesar                      | 1938           | 1967          |
| 4   | L'avventura di Patrizia               | Mary Roberts Rinehart                 | The Great Mistake                       | 1940           | 1967          |
| 5   | La tragedia di X                      | Ellery Queen                          | The Tragedy of X                        | 1932           | 1967          |
| 6   | Non chiamate la polizia!              | Bill S. Ballinger                     | The Body in the Bed                     | 1948           | 1967          |
| 7   | Una o due?                            | Edgar Wallace                         | The Double                              | 1928           | 1967          |
| 8   | Poirot e la salma                     | Agatha Christie                       | The Hollow                              | 1946           | 1967          |
| 9   | Donald Lam è liquidato                | A. A. Fair                            | Top of the Heap                         | 1952           | 1967          |
| 10  | Il caso Venus                         | Ben Benson                            | The Venus Death                         | 1953           | 1967          |
| 11  | La tragedia di Y                      | Ellery Queen                          | The Tragedy of Y                        | 1932           | 1967          |
| 12  | I bassifondi di Hollywood             | Wade Miller                           | The Big Guy                             | 1953           | 1967          |
| 13  | Vacanze all'inferno                   | Patrick Quentin                       | The Follower                            | 1950           | 1967          |
| 14  | Ogni cosa ha il suo prezzo            | James Hadley Chase                    | There's Always a Price Tag              | 1956           | 1967          |
| 15  | Perry Mason e la brunetta in prestito | Erle Stanley Gardner                  | The Case of the Borrowed Brunette       | 1946           | 1967          |
| 16  | Uomo avvisato                         | Brett Halliday                        | What Really Happened                    | 1952           | 1967          |
| 17  | La tragedia di Z                      | Ellery Queen                          | The Tragedy of Z                        | 1933           | 1967          |
| 18  | I giganti del male                    | Frank Kane                            | Green Light For Death                   | 1949           | 1967          |
| 19  | Date una mano all'87º Distretto       | Ed McBain                             | Give the Boys a Great Big Hand          | 1960           | 1967          |
| 20  | Mai un momento di quiete              | Peter Cheyney                         | Never a Dull Moment                     | 1942           | 1967          |
| 21  | Breve ritorno                         | Mignon G. Eberhart                    | Brief Return                            | 1938           | 1967          |
| 22  | Splendida canaglia                    | Henry Kane                            | Too French And Too Deadly               | 1955           | 1967          |
| 23  | Un segreto di stato                   | Edgar Wallace                         | The Day of Uniting                      | 1926           | 1967          |
| 24  | Perry Mason e il siero della verità   | Erle Stanley Gardner                  | The Case of the Demure Defendant        | 1956           | 1967          |
| 25  | Vortice della paura                   | Cornell Woolrich                      | Fright                                  | 1950           | 1968          |
| 26  | Il mondo in tasca                     | James Hadley Chase                    | The World in My Pocket                  | 1959           | 1968          |
| 27  | Abbiamo trasmesso                     | Rex Stout                             | And Be a Villain                        | 1948           | 1968          |
| 28  | Attenti alle curve                    | A. A. Fair                            | Beware the Curves                       | 1956           | 1968          |
| 29  | Fermate il boia                       | Agatha Christie                       | Mrs. Mcginty's Dead                     | 1952           | 1968          |
| 30  | Savage calibro 300                    | Ed McBain                             | Killer's Payoff                         | 1958           | 1968          |
| 31  | Il mistero delle croci egizie         | Ellery Queen                          | The Egyptian Cross Mystery              | 1932           | 1968          |
| 32  | Donna di quadri                       | Wade Miller                           | Pop Goes the Queen                      | 1947           | 1968          |
| 33  | Corte d'assise                        | Margery Allingham                     | Flowers For the Judge                   | 1936           | 1968          |
| 34  | Lo specchio stregato                  | Patrick Quentin                       | Puzzle For Players                      | 1938           | 1968          |
| 35  | Spara per primo                       | James Hadley Chase                    | Just the Way It Is                      | 1944           | 1968          |
| 36  | Aiuto, Poirot!                        | Agatha Christie                       | The Murder On the Links                 | 1923           | 1968          |
| 37  | La morte, ora per ora                 | Brett Halliday                        | Before I Wake                           | 1949           | 1968          |
| 38  | Il piede nella fossa                  | Helen Nielsen                         | The Kind Man                            | 1951           | 1968          |
| 39  | Non destate il cane che dorme         | Peter Cheyney                         | Try Anything Twice                      | 1948           | 1968          |
| 40  | Perry Mason e il cliente povero       | Erle Stanley Gardner                  | The Case of the Hesitant Hostess        | 1953           | 1968          |
| 41  | Il fondo dell'abisso                  | Henry Kane                            | Edge of Panic                           | 1950           | 1968          |
| 42  | Nella nebbia                          | Mignon G. Eberhart                    | The Dark Garden                         | 1933           | 1968          |
| 43  | Fuoco alla miccia                     | Frank Kane                            | Red Hot Ice                             | 1955           | 1968          |
| 44  | Non sono morta!                       | Frances Lockridge e Richard Lockridge | And Left For Dead                       | 1962           | 1968          |
| 45  | Segreto di famiglia                   | Ross MacDonald                        | The Ferguson Affair                     | 1960           | 1968          |
| 46  | Catturatelo vivo!                     | William C. Gault                      | Run, Killer, Run                        | 1954           | 1968          |
| 47  | Il mondo dei duri                     | Thomas B. Dewey                       | Prey For Me                             | 1954           | 1968          |
| 48  | Un servizio d'amico                   | Peter Cheyney                         | You Can't Keep the Change               | 1940           | 1968          |
| 49  | Gli affari sono affari                | A. A. Fair                            | Some Women Won't Wait                   | 1953           | 1968          |
| 50  | Il terrore che mormora                | John Dickson Carr                     | He Who Whispers                         | 1946           | 1968          |
| 51  | Sorpresa a mezzogiorno                | Ellery Queen                          | The French Powder Mystery               | 1930           | 1969          |
| 52  | Il briccone galantuomo                | Edgar Wallace                         | The Twister                             | 1928           | 1969          |
| 53  | Perry Mason e la nave bisca           | Erle Stanley Gardner                  | The Case of the Dangerous Dowager       | 1937           | 1969          |
| 54  | Se morisse mio marito                 | Agatha Christie                       | Lord Edgware Dies                       | 1933           | 1969          |
| 55  | Il prezzo del silenzio                | James Hadley Chase                    | The Paw in the Bottle                   | 1949           | 1969          |
| 56  | Tutti per uno all'87º Distretto       | Ed McBain                             | 'til Death                              | 1959           | 1969          |
| 57  | Troppe donne                          | Rex Stout                             | Too Many Women                          | 1947           | 1969          |
| 58  | ...Chi ride ultimo                    | A. A. Fair                            | You Can Die Laughing                    | 1957           | 1969          |
| 59  | Non ti fidare                         | Rex Stout                             | Murder By the Book                      | 1951           | 1969          |
| 60  | La bara di tela                       | William C. Gault                      | The Canvas Coffin                       | 1953           | 1969          |
| 61  | Il mare è il tuo sudario              | Anthony Rome                          | The Lady in Cement                      | 1961           | 1969          |
| 62  | Si salvi chi può                      | Peter Cheyney                         | You Can Always Duck                     | 1943           | 1969          |
| 63  | Dalle nove alle dieci                 | Agatha Christie                       | The Murder of Roger Ackroyd             | 1926           | 1969          |
| 64  | L'età del piombo                      | Frank Kane                            | About Face                              | 1947           | 1969          |
| 65  | Si parte alle sei                     | William Irish                         | Deadline at Dawn                        | 1944           | 1969          |
| 66  | I morti non ricordano                 | Day Keene                             | Death House Doll                        | 1954           | 1969          |
| 67  | Contro tutti                          | Whit Masterson                        | Badge of Evil                           | 1956           | 1969          |
| 68  | Pietà per chi crede                   | Ed McBain                             | The Con Man                             | 1957           | 1969          |
| 69  | Ho sposato la forca                   | Edwin Lanham                          | Death in the Wind                       | 1956           | 1969          |
| 70  | L'inafferrabile                       | Edgar Wallace                         | The Feathered Serpent                   | 1927           | 1969          |
| 71  | Sipario nero                          | Cornell Woolrich                      | The Black Curtain                       | 1941           | 1969          |
| 72  | Vacci piano, Delaney                  | Bant Singer                           | Don't Slip, Delaney                     | 1954           | 1969          |
| 73  | Caccia alla volpe                     | Mignon G. Eberhart                    | Hunt With the Hounds                    | 1950           | 1969          |
| 74  | L'arma del delitto                    | Wade Miller                           | Deadly Weapon                           | 1946           | 1969          |
| 75  | Una spina nel cervello                | James Hadley Chase                    | Hit And Run                             | 1958           | 1969          |
| 76  | Il mago                               | Edgar Wallace                         | The Gaunt Stranger                      | 1925           | 1969          |
| 77  | Vertigine senza fine                  | William Irish                         | Waltz Into Darkness                     | 1947           | 1970          |
| 78  | Qui morirete in pace                  | Ed Lacy                               | Shakedown For Murder                    | 1958           | 1970          |
| 79  | Orient Express                        | Agatha Christie                       | Murder On the Orient Express            | 1934           | 1970          |
| 80  | Ridevano i demoni                     | Thomas B. Dewey                       | The Brave, Bad Girls                    | 1956           | 1970          |
| 81  | Perry Mason e gli occhi di vetro      | Erle Stanley Gardner                  | The Case of Counterfeit Eye             | 1935           | 1970          |
| 82  | L'eredità che scotta                  | Ellery Queen                          | Dead Man's Tale                         | 1961           | 1970          |
| 83  | Femmine al laccio                     | James Hadley Chase                    | Blondes' Requiem                        | 1945           | 1970          |
| 84  | La morte fa l'appello                 | Q. Patrick                            | Death Goes To School                    | 1936           | 1970          |
| 85  | I quattro cantoni                     | Rex Stout                             | Prisoner's Base                         | 1952           | 1970          |
| 86  | E i cani abbaiano                     | Jonathan Stagge                       | Dogs Do Bark                            | 1936           | 1970          |
| 87  | Giungla umana                         | David Goodis                          | Dark Passage                            | 1946           | 1970          |
| 88  | La casa dell'uragano                  | Q. Patrick                            | Return To the Scene                     | 1941           | 1970          |
| 89  | La polizia ringrazia                  | Peter Cheyney                         | Uneasy Terms                            | 1946           | 1970          |
| 90  | I sette quadranti                     | Agatha Christie                       | The Seven Dials Mystery                 | 1929           | 1970          |
| 91  | Bara per due                          | James Hadley Chase                    | I'll Get You For This                   | 1946           | 1970          |
| 92  | Guardia del corpo                     | Thomas B. Dewey                       | The Case of the Chased And the Unchaste | 1959           | 1970          |
| 93  | E tutto finirà                        | Patrick Quentin                       | The Man With Two Wives                  | 1955           | 1970          |
| 94  | Perry Mason e l'avversario leale      | Erle Stanley Gardner                  | The Case of the Silent Partner          | 1940           | 1970          |
| 95  | Il buio nel cervello                  | David Goodis                          | Nightfall                               | 1947           | 1970          |
| 96  | Una pista per Mike Shayne             | Brett Halliday                        | Shoot the Works                         | 1957           | 1970          |
| 97  | Cerco me stesso                       | Patrick Quentin                       | Puzzle For Fiends                       | 1946           | 1970          |
| 98  | Ma bravo, sergente!                   | A. A. Fair                            | The Count of Nine                       | 1958           | 1970          |
| 99  | Perry Mason e il marito introvabile   | Erle Stanley Gardner                  | The Case of the Haunted Husband         | 1941           | 1970          |
| 100 | L'uomo vestito di marrone             | Agatha Christie                       | The Man in the Dark Suit                | 1924           | 1970          |

|  | I 100 successivi: I Classici del Giallo Mondadori dal 101 al 200 |